# Hymenophyllum recurvum
Hymenophyllum recurvum är en hinnbräkenväxtart som beskrevs av Gaud. Hymenophyllum recurvum ingår i släktet Hymenophyllum och familjen Hymenophyllaceae. Inga underarter finns listade.

## Bildgalleri

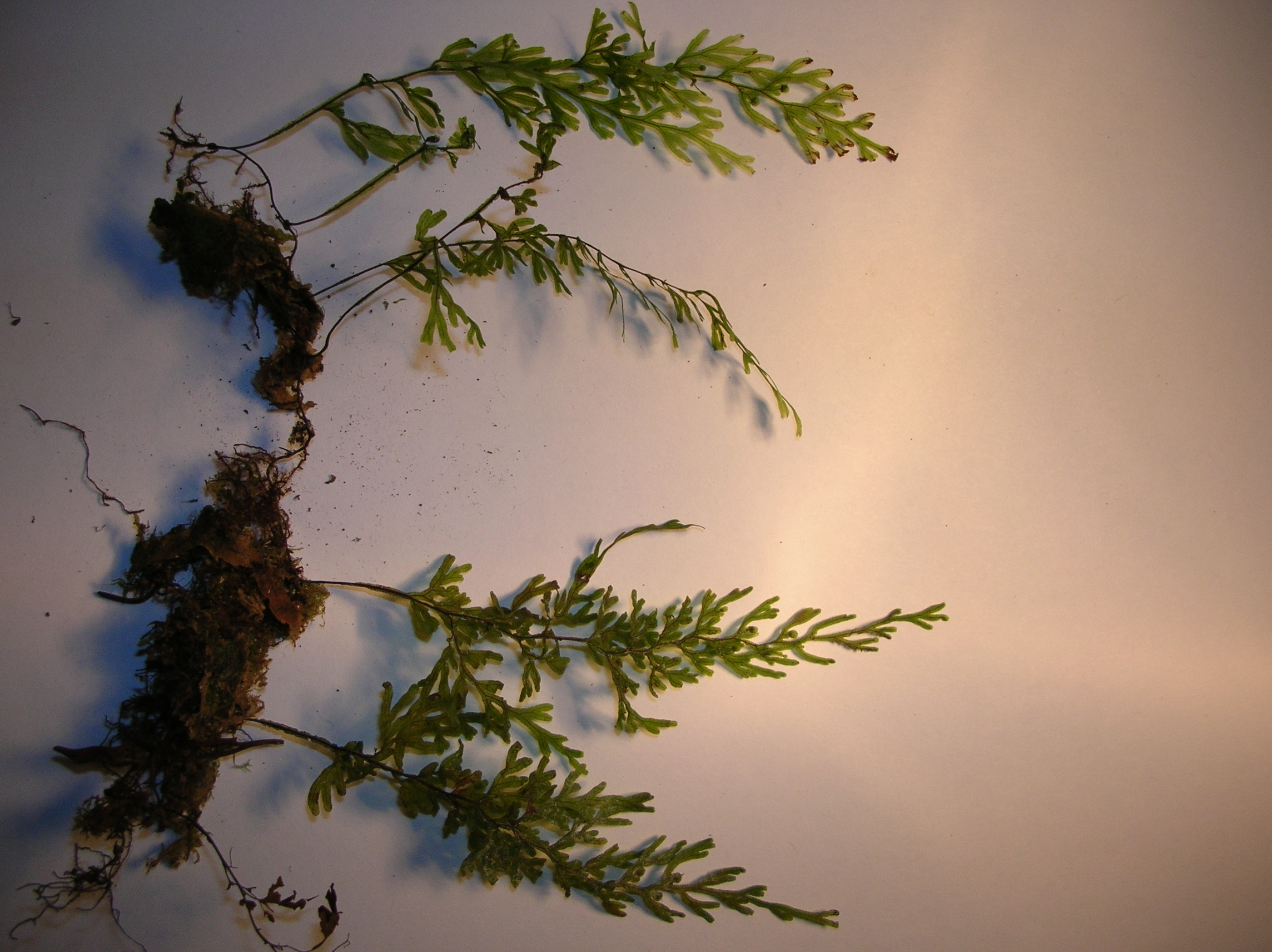
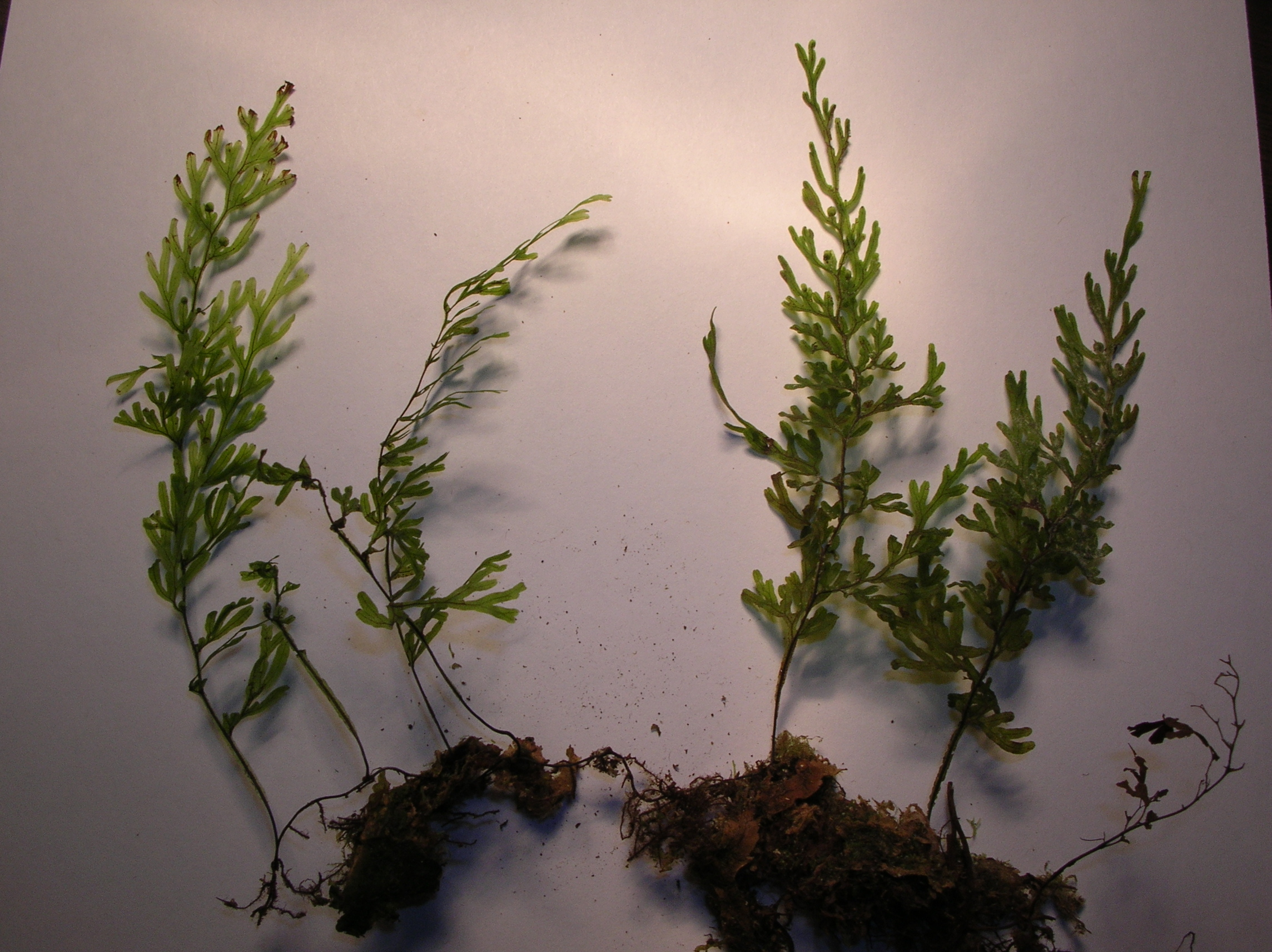
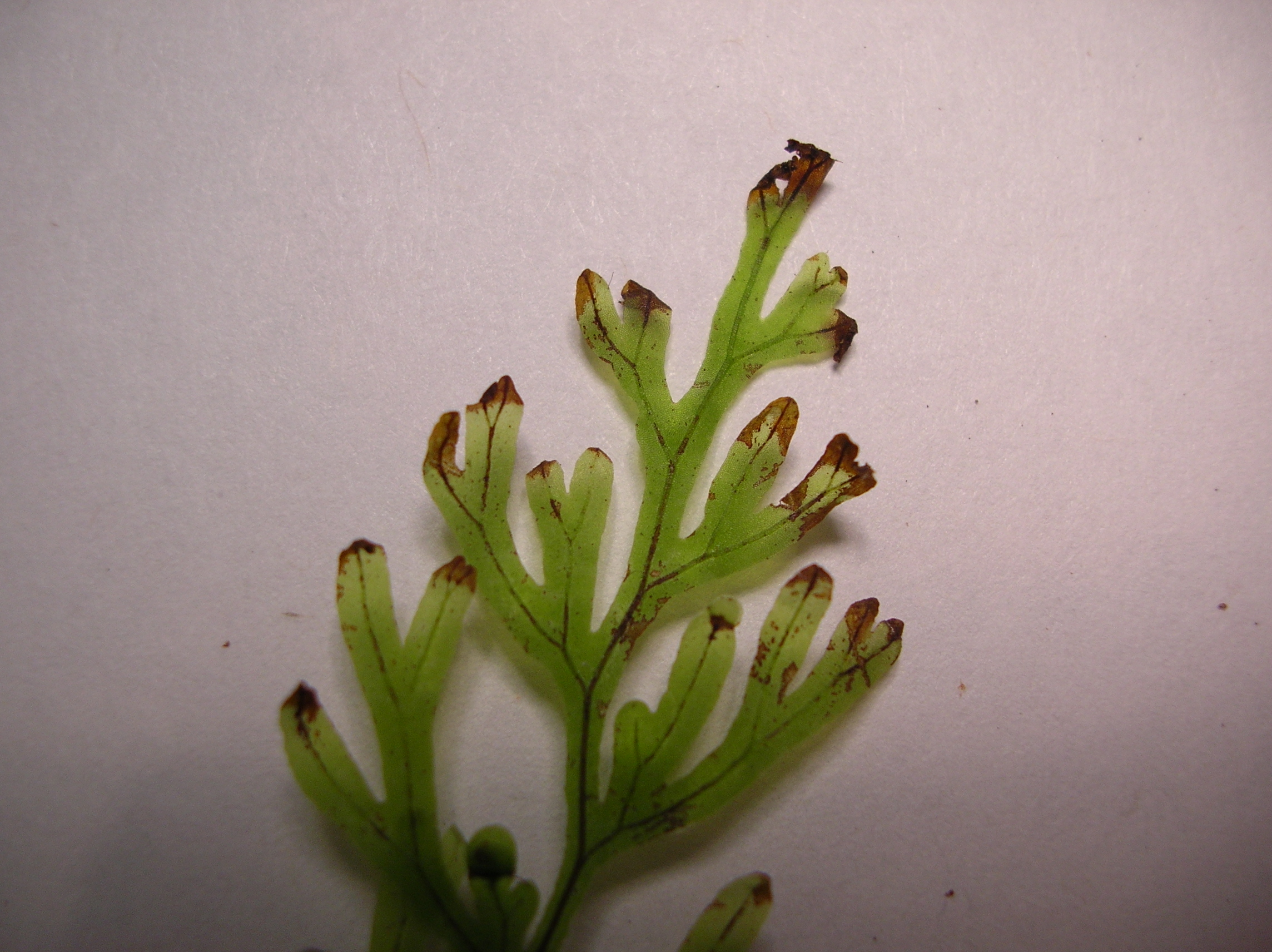
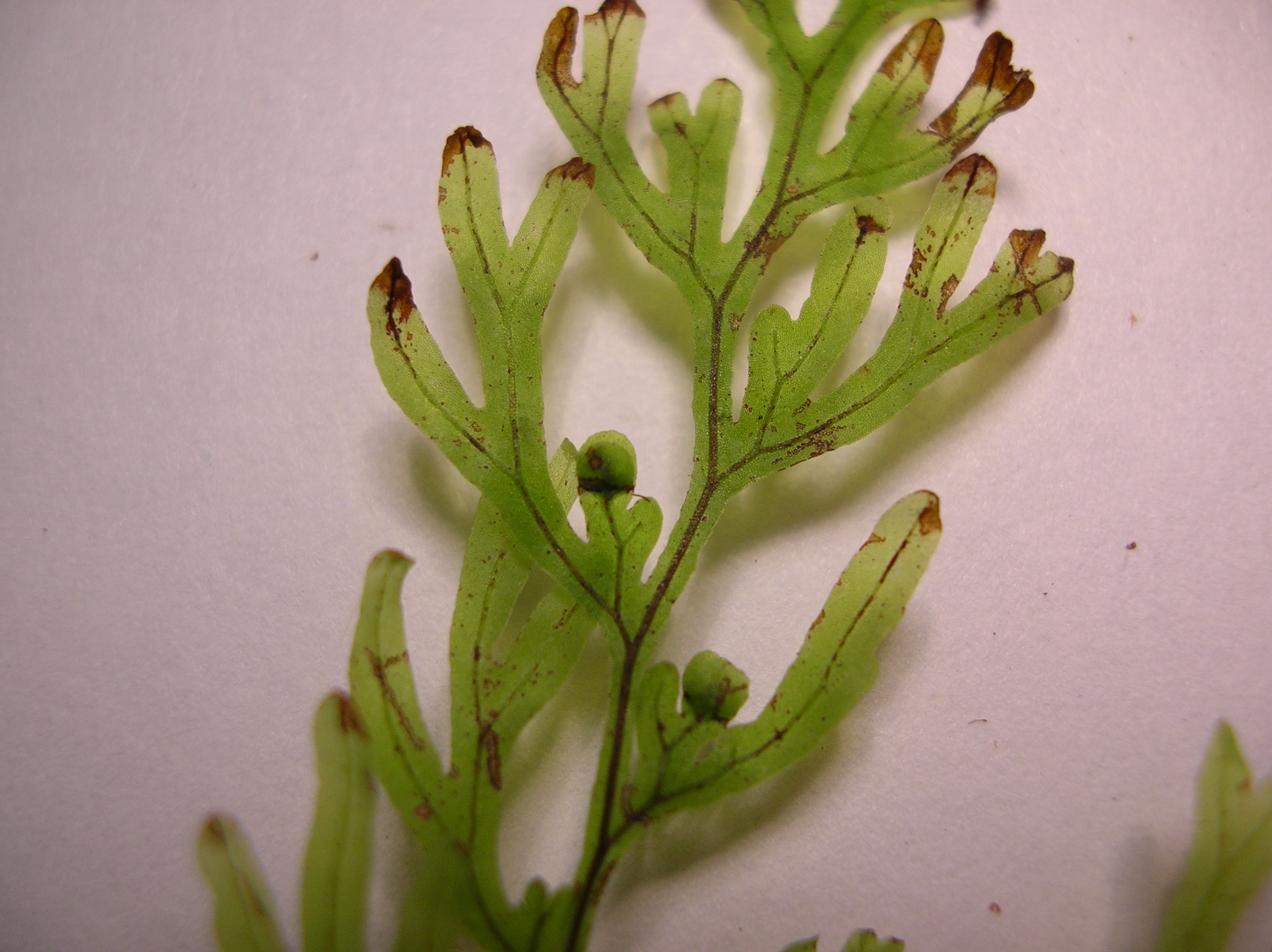
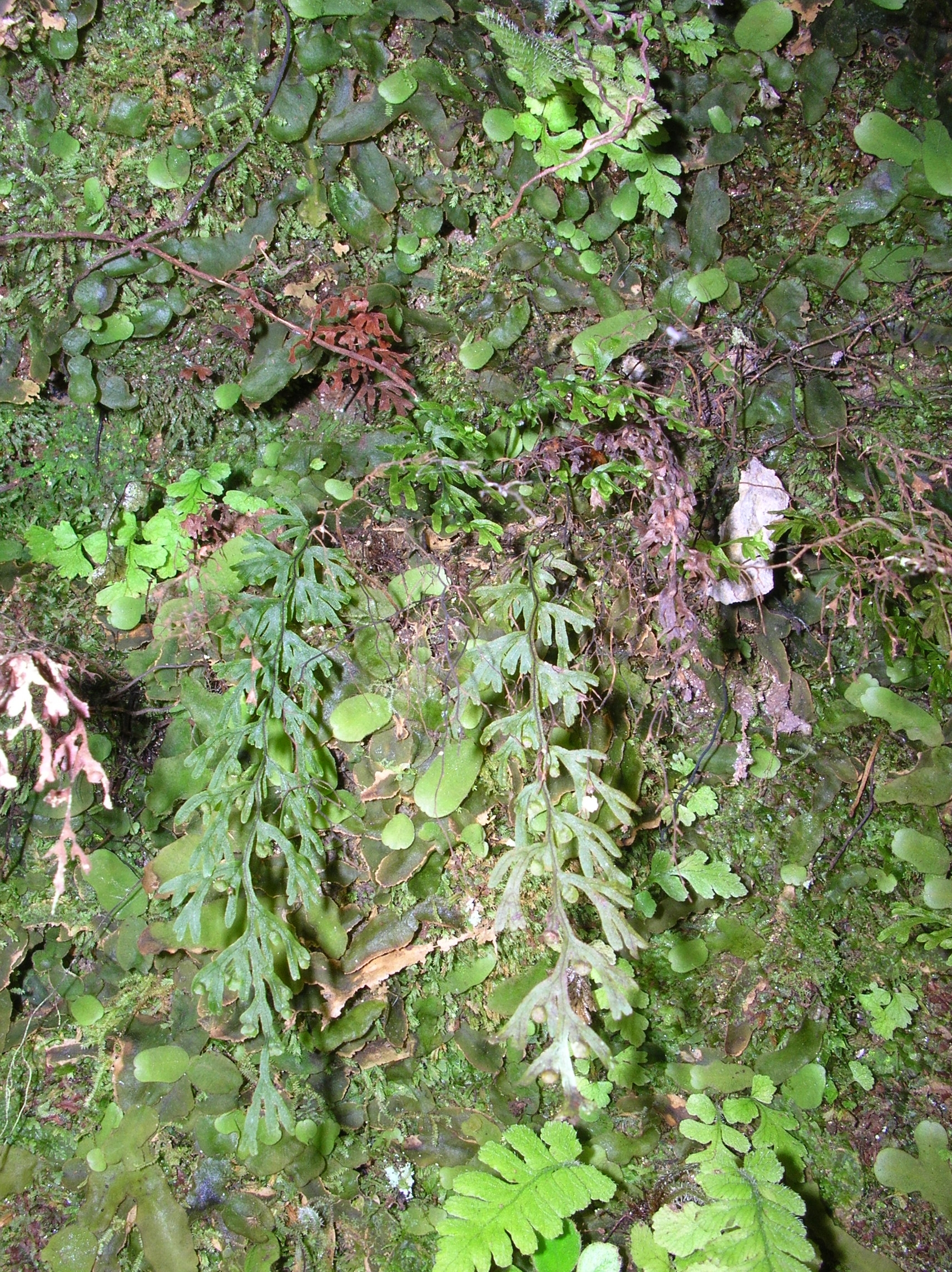
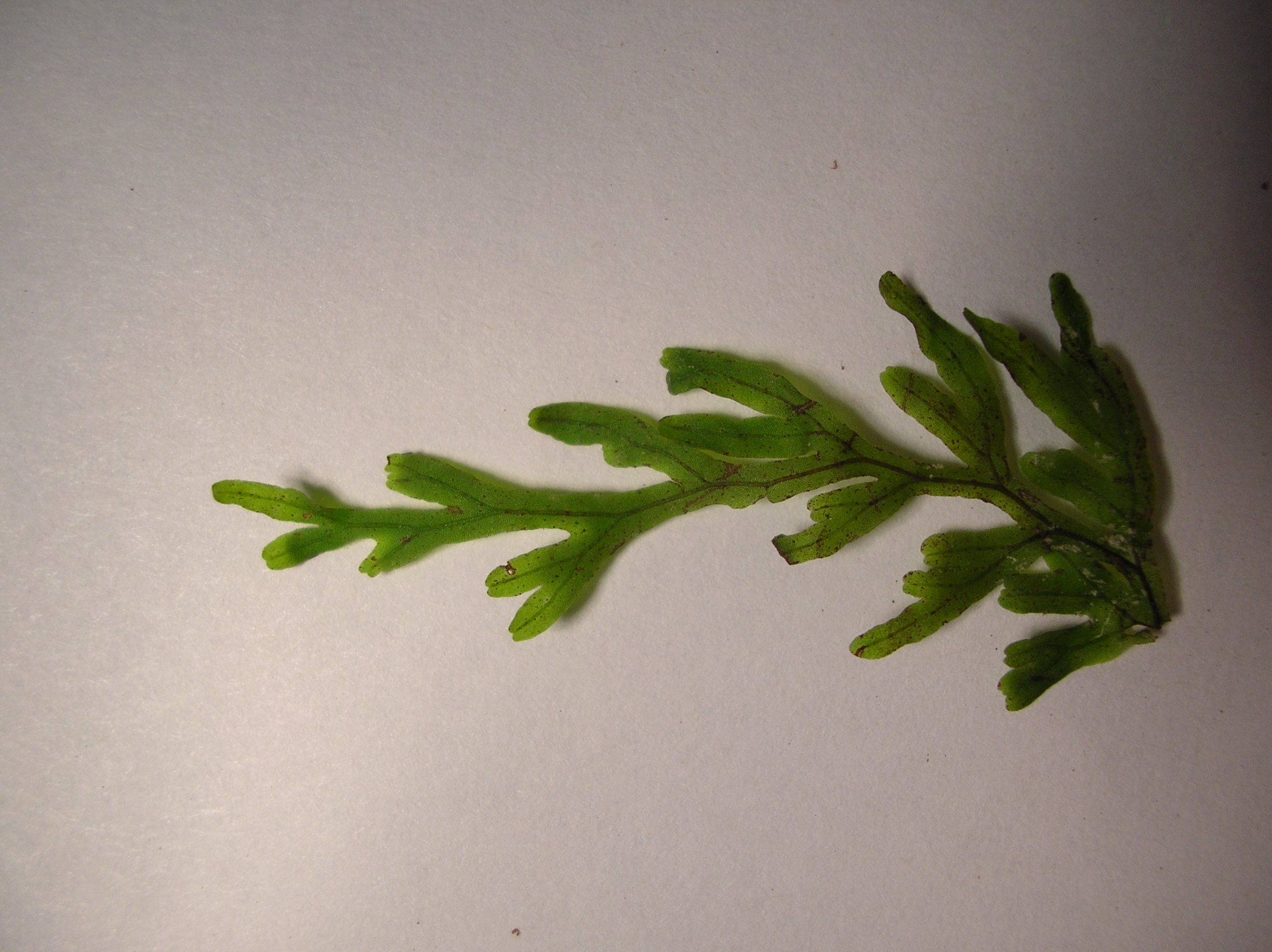